# مگان پارکینسون
مگان پارکینسون (انگلیسی: Megan Parkinson؛ زادهٔ ۱ ژانویهٔ ۱۹۹۶) بازیگر اهل بریتانیا است.
از فیلم‌ها یا مجموعه‌های تلویزیونی که وی در آن‌ها نقش داشته‌است می‌توان به طوفان‌زاد، استرایک و شهر هالبی اشاره نمود.